# 安邦尖鼻魨
安邦尖鼻魨（学名：Canthigaster amboinensis），又名點斑扁背魨、安朋河魨、尖嘴規、規仔，为輻鰭魚綱魨形目四齒魨亞目四齒魨科扁背魨屬下的一个种，為熱帶海水魚，分布印度太平洋區，從東非至加拉巴哥群島，北起日本南部，南迄澳洲大堡礁、社會群島海域，棲息深度1-16公尺，體長可達15公分，棲息在淺水域，屬雜食性，以藻類、珊瑚、棘皮動物、甲殼類、軟體動物等為食，生活習性不明，可作為觀賞魚。